# Муртазалиев, Султан Ахмедович
Муртазалиев Султан Ахмедович (род. 4 апреля 1988, в городе Махачкала Республики Дагестан) — российский боец смешанных боевых искусств, представитель тяжелой весовой категории. Выступает на профессиональном уровне начиная с 2013 года

Спортивный рекорд 9-4-1.

## Биография
Султан родился 4 апреля 1988, в городе Махачкала Республики Дагестан.

Окончил среднюю школу номер 18 в городе Махачкала.

После окончил Дагестанский Государственный Университет, экономический факультет, специальность финансы и кредит.

- Отец — Муртазалиев Ахмед Магомедович
- Мать — Магомедова Патимат Магомедовна

## Титулы и награды
- 2013 год — Обладатель кубка мира по ММА
- 2018 год — Обладатель кубка России по ММА[4]
- Мастер спорта России по ММА[5][6][7][8]

## Таблица выступлений
| Professional MMA Record | Professional MMA Record | Professional MMA Record | Professional MMA Record |
| Дата                    | Результат               | Соперник                | Место проведения        |
| ----------------------- | ----------------------- | ----------------------- | ----------------------- |
| 25 сентября 2020        | Win                     | Акбар Таиров            | Россия                  |
| 11 июля 2020            | Draw                    | Кирилл Корников         | Россия                  |
| 19 октября 2019         | Win                     | Антон Винников          | Россия                  |
| 3 ноября 2018           | Loss                    | Александр Романов       | Молдавия                |
| 4 сентября 2017         | Loss                    | Владимир Дайнеко        | Россия                  |
| 9 апреля 2016           | Win                     | Жанг Ксиао Фей          | Китай                   |
| 25 сентября 2015        | Loss                    | Сергей Павлович         | Россия                  |
| 7 сентября 2014         | Win                     | Исрафил Махачев         | Россия                  |
| 23 июня 2014            | Win                     | Ислам Абазов            | Россия                  |
| 23 июня 2014            | Win                     | Магомед Магомедов       | Россия                  |
| 28 декабря 2013         | Win                     | Асадбек Абдулоев        | Украина                 |
| 23 ноября 2013          | Win                     | Давид Швелидзе          | Украина                 |
| 27 сентября 2013        | Loss                    | Митрий Медведев         | Россия                  |
| 27 сентября 2013        | Win                     | Аслан Куджиев           | Россия                  |

Итого: 9 побед, 1 ничья, 4 поражения